# Sonja Greinacher
Sonja Greinacher (ur. 1 lipca 1992 w Essen) – niemiecka koszykarka występująca na pozycjach silnej skrzydłowej oraz środkowej. Mistrzyni olimpijska z Paryża w koszykówce 3x3.
26 maja 2017 została zawodniczką Wisły Can-Pack Kraków. 5 czerwca 2018 podpisała umowę z Basketem 90 Gdynia. W gdyńskim klubie (grającym jako VBW Arka Gdynia) grała do końca sezonu 2020/2021.
W kolejnych latach poświęciła się koszykówce w odmianie 3x3, którą uprawiała już od 2019. Z reprezentacją Niemiec zdobyła w 2021 srebrny medal mistrzostw Europy, a w 2024 złoty medal igrzysk olimpijskich w Paryżu (2024) i została wybrana MVP turnieju. 

## Osiągnięcia
Stan na 18 kwietnia 2021, na podstawie, o ile nie zaznaczono inaczej.
NCAA
- Uczestniczka rozgrywek:
  - Sweet Sixteen turnieju NCAA (2012, 2015)
  - turnieju NCAA (2012–2015)
- Mistrzyni:
  - turnieju konferencji West Coast (WCC – 2013, 2014)
  - sezonu zasadniczego WCC (2012–2015)
- Most Outstanding Player (MOP=MVP) turnieju WCC (2014)
- Zaliczona do:
  - I składu:
    - WCC (2013, 2014)

  - turnieju WCC (2013, 2014)
    - najlepszych zawodniczek pierwszorocznych WCC - West Coast Conference All-Freshman (2012)
    - All-Academic (2014)
    - Division I-AAA ADA Scholar-Athlete Team (2015)

  - składu honorable mention All-WCC (2013)

Drużynowe
- Mistrzyni Polski (2020, 2021[10])
- Brąz mistrzostw Polski (2019)[11]
- Zdobywczyni:
  - Pucharu Polski (2020, 2021)[12][13]
  - Superpucharu Polski (2020)[14]
- Finalistka pucharu:
  - Niemiec (2016)[15]
  - Polski (2018)[16]
- Zwyciężczyni II Memoriału Franciszki Cegielskiej i Małgorzaty Dydek - Gdynia Super Team (2017)[17]

Indywidualne
(* – nagrody przyznane przez portal eurobasket.com)
- Najlepsza zawodniczka krajowa ligi niemieckiej (2016)*[15]
- Zaliczona do:
  - I składu:
    - pucharu Polski (2020)[18]
    - zawodniczek krajowych ligi niemieckiej (2016, 2017)*[15][19]

  - II składu ligi niemieckiej (2016, 2017)*[15][19]
- Liderka pucharu Polski w zbiórkach (2018)[20]

Reprezentacja
- Wicemistrzyni Europy:
  - U–20 dywizji B (2012)
  - U–16 dywizji B (2007)
- Brązowa medalistka mistrzostw Europy U–18 dywizji B (2009)
- Uczestniczka:
  - kwalifikacji do mistrzostw Europy (2013, 2015, 2017)
  - mistrzostw Europy:
    - U–20 (2011 – 15. miejsce)
    - U–18 dywizji B (2009, 2010)
    - U–16 (2008 – 13. miejsce)